# Mahania
Mahania is een geslacht van wantsen uit de familie van de Miridae (Blindwantsen). Het geslacht werd voor het eerst wetenschappelijk beschreven door Bertil Robert Poppius in 1915.

## Soorten
Het genus bevat de volgende soorten:

- Mahania elongata Poppius, 1915
- Mahania ptilophalla Yasunaga & Duwal, 2008